# 京丹後市立丹波小学校
京丹後市立丹波小学校（きょうたんごしりつ たんばしょうがっこう）は、かつて京都府京丹後市峰山町丹波560にあった公立小学校。1872年（明治5年）に創立されたが、2018年（平成30年）3月をもって閉校した。京丹後市立新山小学校と統合され、新たに京丹後市立しんざん小学校が開校している。

## 地理
学校の近くを竹野川が流れ、国道482号周辺の校区には水田が広がっている。
2017年度（平成29年度）末の閉校時点の校区は峰山町丹波区、矢田区、橋木区、内記区、赤坂区、石丸区。1989年（平成元年）時点の校区は峰山町丹波区、矢田区、橋木区、内記区の4地域であり、各区の世帯数は丹波区が約260戸、矢田区が約90戸、橋木区が約50戸、内記区が約50戸だった。
校区内には扇谷遺跡や赤坂今井墳墓など丹後半島を代表する遺跡があり、さらに湧田山古墳群、丹波丸山古墳群、丹波の大溝などの史跡がある。峰山町域を俯瞰すれば、弥栄町との町境に青龍三年銘鏡が出土した大田南5号墳もあり、「丹後王国」の中心地と指摘されるまさに中心に位置する。6年生はこれらの史跡を見学する歴史学習を行っており、4年生は大糸川でホタル学習を行うなど、地域の歴史や自然を学習に取り入れている

## 沿革
北丹後地震以前
- 1872年（明治5年）8月2日 - 学制発布とともに中郡丹波村字矢田の長安寺に豊岡県11大区2小区矢田小学校として創立[3]。
- 1882年（明治15年）11月 - 矢田小学校が丹波村字矢田小字大立中に移転[4]。橋木分校と桜内分校を設置[4]。1882年から1904年の敷地は現在も学校屋敷と呼ばれている。
- 1887年（明治20年）4月 - 丹波尋常小学校に改称[5]。
- 1904年（明治37年）9月 - 現在地の丹波村字丹波560番地に移転[3]。石丸・赤坂・杉谷の児童が峰山尋常小学校から転入[5]。橋木分校と桜内分校を廃止[3]。高等科を併設[4]。
- 1907年（明治40年）4月 - 高等科の修業年限を3年とする。高等3年は1918年（大正7年）に峰山町杉谷の全域が峯山に併合されると峯山校に移り、2年制に戻った[5]
- 1927年（昭和2年）3月7日 - 北丹後地震で本校舎が倒壊全焼[6]。丹波小学校の児童のうち14人が死亡[4]。

旧校舎時代
- 1928年（昭和3年）12月1日 - 木造の新校舎が完成[6]。建物844坪（講堂1、普通教室7、特別教室10）、運動場1,284坪[6]。
- 1941年（昭和16年）4月 - 国民学校令により丹波国民学校に改称[4]。
- 1944年（昭和19年） - 京都市立第二錦林国民学校の児童が学童疎開[4]。
- 1947年（昭和22年）4月 - 学校教育法により丹波村立丹波小学校に改称[4]。
- 1952年（昭和27年） - 校歌を制定[1]。
- 1955年（昭和30年）1月1日 - 合併で新たに峰山町が発足したことで峰山町立丹波小学校に改称[4]。
- 1960年（昭和35年）4月1日 - 赤坂・石丸の児童が峰山小学校に分離[4]。
- 1977年（昭和52年）7月12日 - 初のプールが竣工[4]。

現行校舎時代

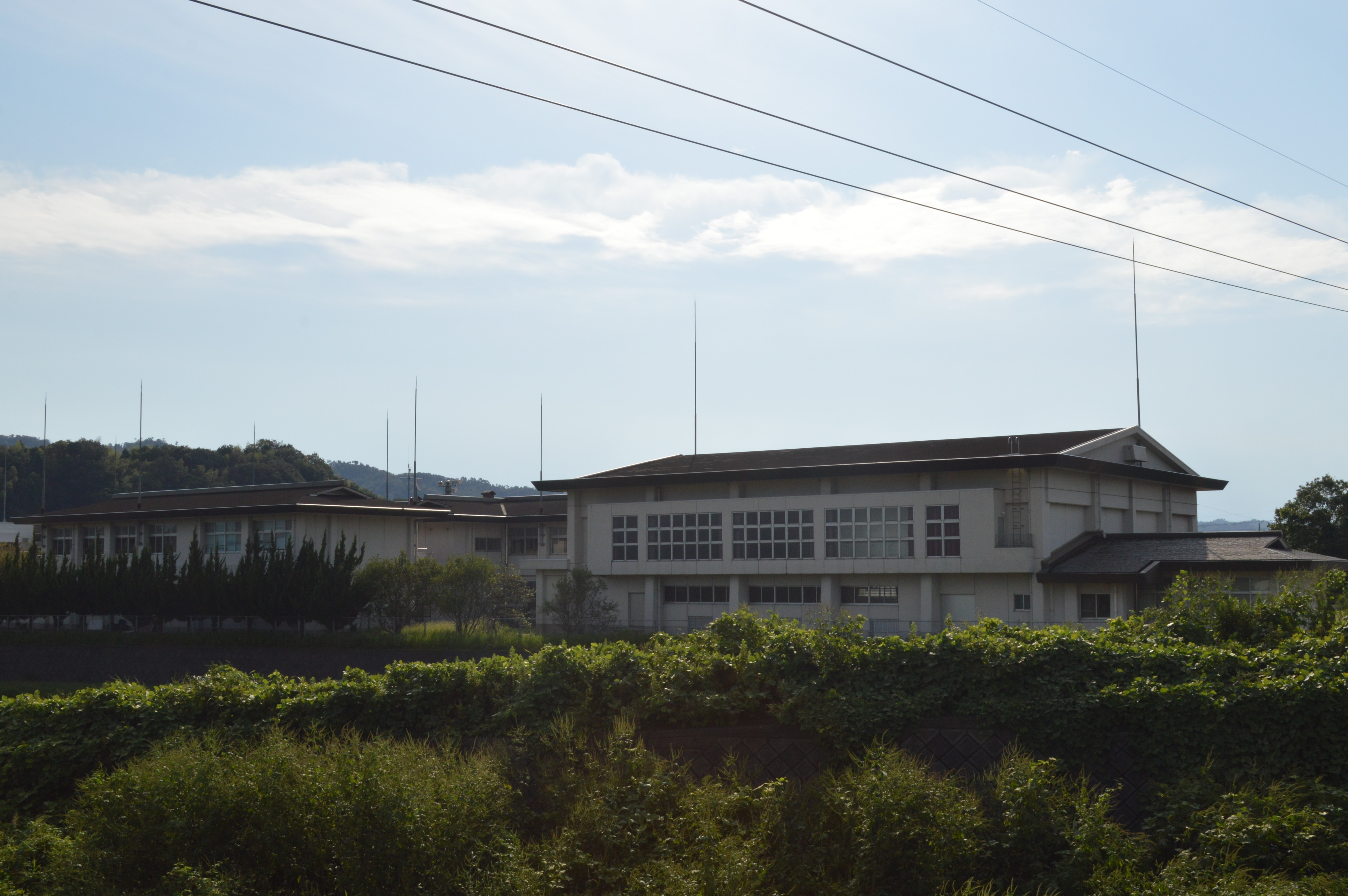
統合先の京丹後市立しんざん小学校

- 1978年（昭和53年）12月20日 - 鉄筋コンクリート造の新校舎が竣工[4]。峰山町における小学校改築の先陣を切った。
- 2004年（平成16年）4月1日 - 合併で京丹後市が発足したことで京丹後市立丹波小学校に改称[4]。
- 2018年（平成30年）3月 - 児童数の減少にともなって閉校[7]。京丹後市立新山小学校と統合されて京丹後市立しんざん小学校が開校[8]。最終年度の児童数は49人であり、2年生と3年生は複式学級だった[8]。

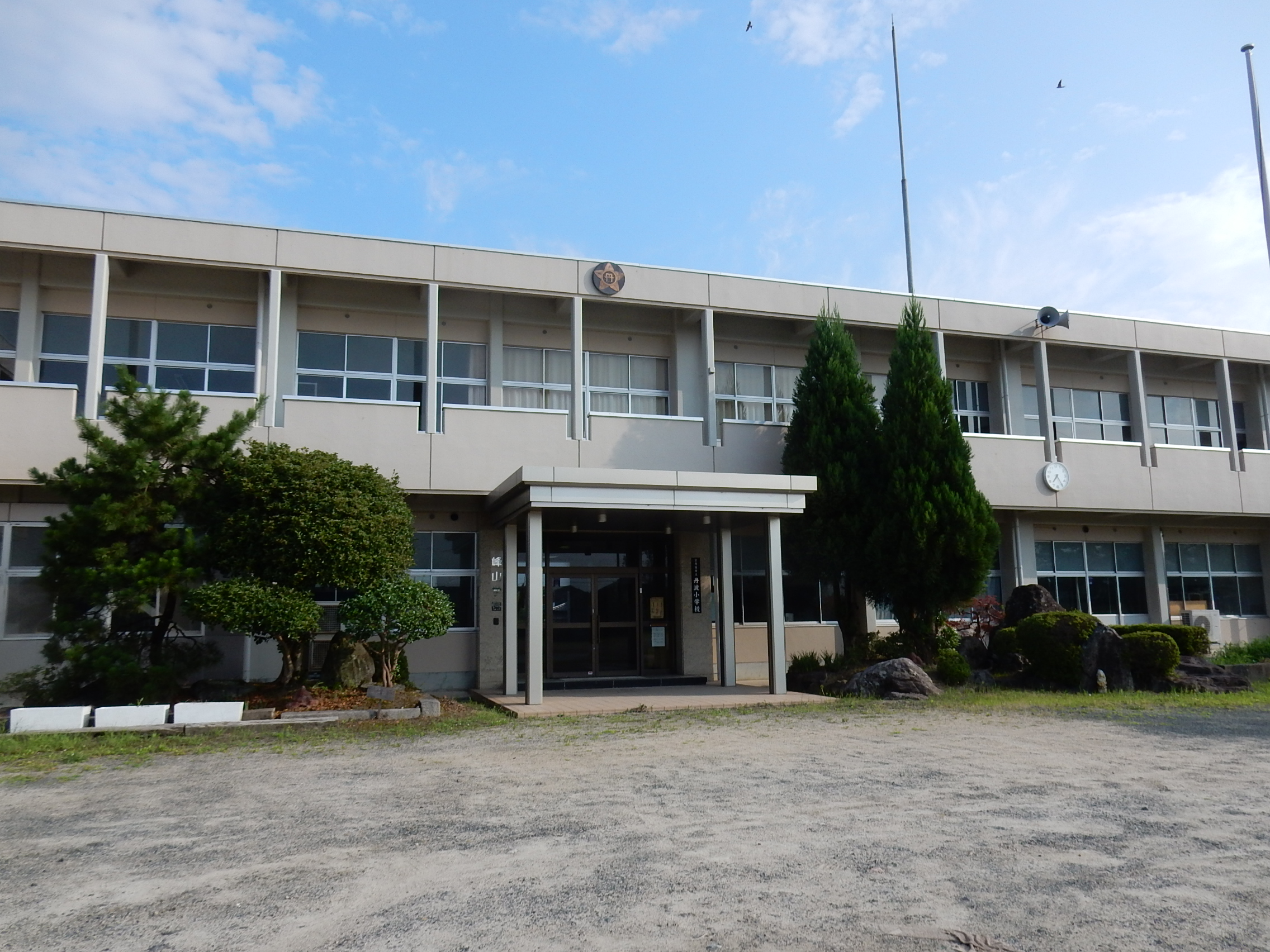
校舎
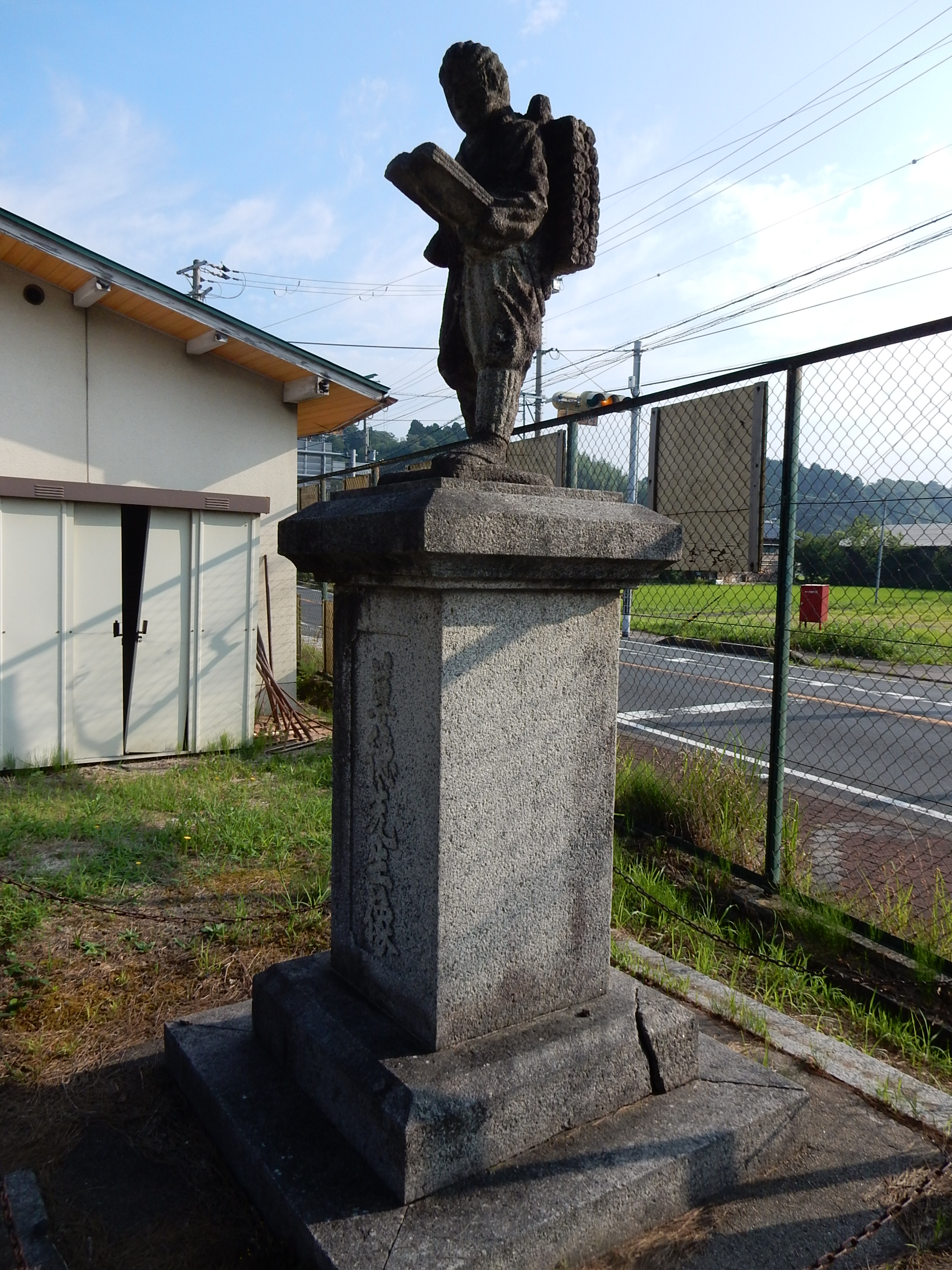
「尊徳先生像」
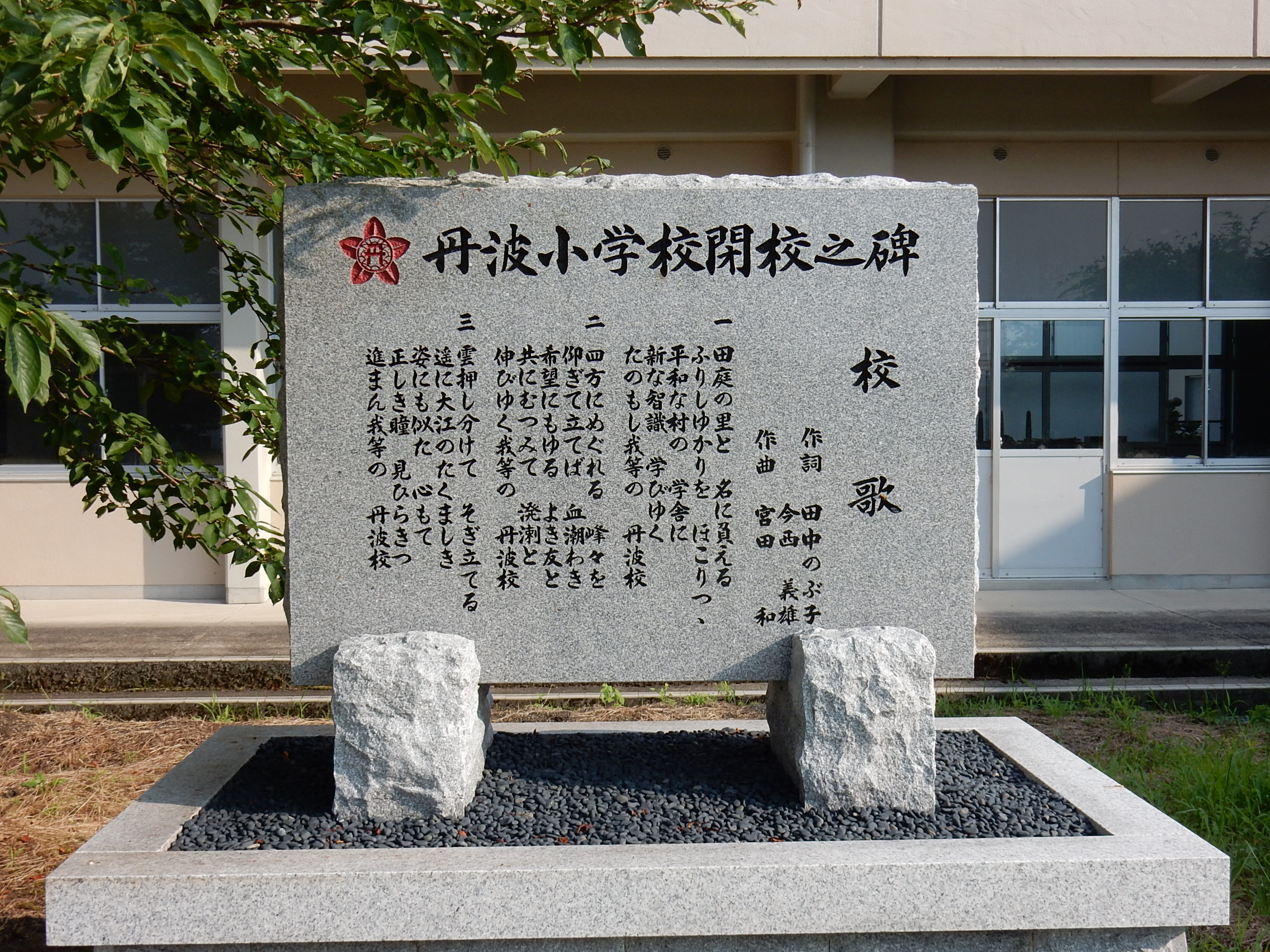
「丹波小学校閉校之碑」

## 校歌
1952年（昭和27年）には校歌が制定された。作詞は田中のぶ子と今西義雄、作曲は宮田和である。
校歌の1番には丹波（たんば）から転じた「田庭（たにわ）の里」という言葉が登場する。児童は「たにわっ子」とよばれることもあり、「水田の稲のようにすくすく育ってほしい」という願いが込められている。校歌の3番には大江山が登場する。

## 子ども観測所
1947年（昭和22年）には京都気象地方台から観測を委託され、子ども観測所の京都地方気象台峰山観測所が発足した。6年生全員が手分けして観測しており、28年間にわたって1日も休まずに観測を行った。1963年（昭和38年）冬の昭和38年1月豪雪の際には学校が休校になったが、児童は観測のために登校したという。観測所は1976年（昭和51年）12月31日をもって閉鎖された。

## 地域活動
峰山町丹波の式内社である多久神社の神事「芝むくり（京都府無形民俗文化財）」を伝統的に丹波小学校の5年生男児が担う原則があり、閉校によりその継承が危ぶまれている。地域と一体化した教育が根付き、伝統授業のひとつに地域の高齢者に竹細工やお手玉づくりなどを学ぶ「高齢者教室」があった。

## 児童数の変遷
| 1920年度（大正09年度） | 319人 |
| 1930年度（昭和05年度） | 277人 |
| 1940年度（昭和15年度） | 343人 |
| 1950年度（昭和25年度） | 273人 |
| 1960年度（昭和35年度） | 237人 |
| 1970年度（昭和45年度） | 156人 |
| 1980年度（昭和55年度） | 212人 |
| 1990年度（平成02年度） | 149人 |
| 2000年度（平成12年度） | 126人 |
| 2010年度（平成22年度） | 107人 |
| 2017年度（平成29年度） | 49人  |

児童数の出典は『丹波小学校146年の歴史』京丹後市立丹波小学校、2018年、pp.112-113